# Shadowside
Shadowside ist eine brasilianische Power-Metal-Band aus Santos.

## Geschichte
Die Band wurde 2001 von der Sängerin Dani Nolden, dem Schlagzeuger Fabio Buitvidas, dem Gitarristen Raphael Mattos und dem Bassisten Fernando Peto in Santos gegründet. Im selben Jahr erschien die EP Shadowside als erster Tonträger der Band. Zudem war sie Vorgruppe von Bands wie Nightwish, Primal Fear und Shaman.
Ihr Debütalbum Theatre of Shadows wurde 2005 veröffentlicht. Ein Jahr später war Shadowside die Vorgruppe von Helloween auf deren Brasilien-Tour. Im selben Jahr wurde die Band von Chief of Roadie Crew Magazine besten Band nominiert. Die Leadsängerin der Band und deren Album wurden ebenfalls vorgeschlagen.
Im Juli 2007 – nachdem die Band in den Radio-Listen weltweit vertreten war – gewann die Band die AirPlay Direct All Things Digital Hard Rock / Heavy Metal gegen 1.000 weitere Bands aus der ganzen Welt.
Zwischen 2008 und 2009 ging die Band erstmals auf Tour in Brasilien und Nordamerika. Ihr Album, Dare to Dream, das 2009 von Dave Schiffman (u. a. Audioslave, System of a Down und Six Feet Under) produziert und von Howie Weinberg (u. a. Iron Maiden, Metallica und Pantera) gemastert wurde, wird auch in den USA durch CD Baby und Amazon vertrieben.

## Diskografie
- 2001: Shadowside (EP, Eigenproduktion)
- 2005: Theatre of Shadows (LP, Eigenproduktion)
- 2009: Dare to Dream (LP, Eigenproduktion)
- 2011: Inner Monster Out (LP, Eigenproduktion)
- 2017: Shades of Humanity